# C'est pas toujours du caviar
Série
Caviar sur canapé
(1961)
Pour plus de détails, voir Fiche technique et Distribution.
C'est pas toujours du caviar (titre original : Es muß nicht immer Kaviar sein en allemand) est un film d'espionnage franco-allemand réalisé par Géza von Radványi, Helmut Käutner et Georg Marischka et sorti en 1961.
Il s'agit d'une adaptation  du roman de Johannes Mario Simmel On n'a pas toujours du caviar (Es muß nicht immer Kaviar sein) publié en 1960 par Schweizer Druck- und Verlagshaus, à Zurich .

## Synopsis
Thomas Lieven est un jeune employé de la banque Marlock & Lieven à Londres. Il est très intelligent et parle anglais, français et allemand. Il a aussi un penchant pour la cuisine et un faible pour le sexe féminin. Lorsque la Seconde Guerre mondiale éclate, il est pris malgré lui pour un espion dans le feu croisé des différentes agences de renseignement de Grande-Bretagne, France et Allemagne.
Plusieurs fois, il essaie de leur échapper, en vain. En tant que pacifiste convaincu, qui préfère poursuivre ses propres objectifs avec finesse, il réalise pourtant ses missions toujours autrement. Dans ses voyages à travers l'Europe, il est toujours prêt autant que possible à sauver la vie de nombreuses personnes, tandis qu'il séduit de nombreuses belles femmes avec ses excellents talents de cuisinier.

## Fiche technique
- Titre français : C'est pas toujours du caviar ou Pourquoi toujours du caviar ? ou Pépées et caviar ou L'Espion malgré lui ou Opération Caviar[2]
- Titre original : Es muß nicht immer Kaviar sein
- Réalisation : Géza von Radványi, Helmut Käutner (non crédité) et Georg Marischka (non crédité) assisté de Pierre Léaud
- Scénario : Henri Jeanson
- Musique : Rolf Wilhelm
- Direction artistique : Herta Hareiter
- Costumes : Claudia Hahne-Herberg
- Photographie : Friedl Behn-Grund, Göran Strindberg
- Son : Clemens Tütsch
- Montage : Walter Wischniewsky
- Production : Artur Brauner
- Sociétés de production : Central Cinema Company, Compagnie européenne cinématographique
- Société de distribution : Europa-Filmverleih AG
- Pays d'origine :  Allemagne de l'Ouest,  France
- Langue : allemand
- Format : Noir et blanc - 1,37:1 - Mono - 35 mm
- Genre : Comédie et espionnage
- Durée : 106 minutes
- Dates de sortie :
  - Allemagne de l'Ouest : 18 octobre 1961
  - France : 20 octobre 1963[2]

## Distribution
- O.W. Fischer : Thomas Lieven
- Eva Bartok : Vera
- Senta Berger : Françoise
- Geneviève Cluny : Mimi
- Jean Richard : Siméon
- Geneviève Kervine : Nancy
- Viktor de Kowa : Loos
- Werner Peters : Zumbusch
- Wolfgang Reichmann : Hofbauer
- Fritz Tillmann : Général von Felseneck
- Karl Schönböck : Lovejoy
- Peter Carsten : Bastian

## Autour du film
- Le tournage a lieu à Berlin, Londres, Lisbonne, Nice et Paris.
- Durant le tournage, après un accident, le directeur de la photographie, Göran Strindberg, est remplacé par Friedl Behn-Grund.
- En 1977, le roman fait l'objet d'une adaptation pour une série télévisée avec Siegfried Rauch dans le rôle principal.